# ديفيد مايرز (لاعب كرة قدم أسترالية)
ديفيد مايرز (بالإنجليزية: David Myers)‏ هو لاعب كرة قدم أسترالية أسترالي، ولد في 30 يونيو 1989 في برث في أستراليا.

## وصلات خارجية
- ديفيد مايرز على موقع AustralianFootball.com (الإنجليزية)
- ديفيد مايرز على موقع AFLtables.com (الإنجليزية)